# 황전이효소
황전이효소(黃轉移酵素, 영어: sulfurtransferase)는 황 원자에 작용하는 전이효소이다.
예로는 싸이오황산 황전이효소가 있다.

## 같이 보기
- 전이효소